# Морський вугор японський
Морський вугор японський (Conger japonicus) — риба родини Конгерових (Congridae), що поширена в північно-західній Пацифіці біля берегів Японії, Корейського півострова, Тайваню. Морська демерсальна океанодромна риба, що сягає довжиною 1.4 м.